# حسين يي
حسين يي (ولد عام 1950م) هو واعظ ماليزي وعالم إسلامي ورئيس جمعية الخادم الماليزية.

## الخلفية

### النشأة
ولد في عائلة بوذية واعتنق الإسلام في سن 18 عاما وذلك عام 1968م حيث كان معتنقاً من قبل البوذية، ثم اعتنق المسيحية، ليتحول بعدها إلى الإسلام. درس في الجامعة الإسلامية بالمدينة المنورة وتعلم اللغة العربية وأصول الدين الإسلامي، حيث درس على يد الشيخ محمد ناصر الدين الألباني. ثم انتقل إلى سوريا لاستكمال دراسته، بعدها عمل في فرنسا مع اللاجئين الكمبوديين ثم أصبح مشرفاً على المركز الإسلامي في هونغ كونغ. ويشارك حسين يي بانتظام في الأنشطة التعريفية بالإسلام وبحوار الأديان.

### المناصب التي شغلها
في عام 2015م، ألقى الخطاب الرئيسي في مؤتمر السلام الإسلامي في أستراليا (AIPC)، الذي حضره قيادات دينية من الأديان اليهودية والمسيحية.

## الجدل والرد
يي قال أن الإرهابيين المسلمين غير مسؤولين عن هجمات 11 سبتمبر في الولايات المتحدة، ولكن هذا بني فقط على أساس «الشك».